# Boroveț
Boroveț este cea mai veche stațiune montană din Bulgaria, fiind deschisă în anul 1896. Este situată la 72 km distanță de Sofia, la 1390 m altitudine. În prezent, Boroveț este cea mai mare și cea mai modernă stațiune montană din Bulgaria.
1. ↑  EKATTE, accesat în 10 iulie 2024